# Alopecosa hoevelsi
Alopecosa hoevelsi este o specie de păianjeni din genul Alopecosa, familia Lycosidae, descrisă de Schmidt și Barensteiner în anul 2000. Conform Catalogue of Life specia Alopecosa hoevelsi nu are subspecii cunoscute.